# Frazer Nash 421
La Frazer Nash 421 è una monoposto di Formula 1 realizzata dalla scuderia britannica Frazer Nash per partecipare al Campionato mondiale di Formula 1 1952. Ha preso parte a due Gran Premi, a quello di Gran Bretagna del 1952 e al Gran Premio d'Olanda con rispettivamente Tony Crook e Ken Wharton al volante.